# Pedaliodes satyroides
Pedaliodes satyroides är en fjärilsart som beskrevs av Felder 1867. Pedaliodes satyroides ingår i släktet Pedaliodes och familjen praktfjärilar. Inga underarter finns listade i Catalogue of Life.